# Harttia dissidens
Harttia dissidens är en fiskart som beskrevs av Rapp Py-daniel och Oliveira 2001. Harttia dissidens ingår i släktet Harttia och familjen Loricariidae. Inga underarter finns listade i Catalogue of Life.